# Port Arthur Bearcats
Port Arthur Bearcats byl amatérský kanadský klub ledního hokeje, který sídlil v Port Arthuru v provincii Ontario. V roce 1911 se Bearcats zúčastnily exhibičního zápasu o Stanley Cup, ve kterém podlehly Ottawě Senators. V roce 1936 byli vybráni, aby reprezentovali Kanadu na zimních olympijských hrách v roce 1936 v Německu.

## Soupiska olympijských medailistů ze ZOH 1936
Brankáři: Francis Moore, Arthur Nash.

Obránci: Herman Murray, Walter Kitchen, Raymond Milton.

Útočníci: Hugh Farquharson, Kenneth Farmer-Horn, David Neville, Ralph St. Germain, William Thomson, Alexander Sinclair, James Haggarty, Maxwell Deacon.

Trenér: Al Pudass.